# Arpáčija
Arpáčija, též Arpačijje nebo Tell Arpáčija je archeologická lokalita v severním Iráku, asi 6 km východně od Ninive, naleziště chaláfské kultury ze středního chalkolitu. Arpáčija je spolu s Chassunou hlavním objeveným sídlištěm v této oblasti. Počátek jejího osídlení kladou archeologové do konce 6. tisíciletí př. n. l. O výzkum Arpáčije se nejvíce zasloužil Max Mallowan (1904–1978).

## Obydlí
Do chaláfské kultury řadíme v Arpáčiji archeologické vrstvy 10–6. Již na počátku existence osady objevuje se stavba typická pro chaláfskou kulturu – jde o okrouhlou stavbu, tzv. tholos s hliněnou (taufovou, tj. s příměsí slámy) a poměrně tlustou zdí na kamenných základech. Průměr tholu je čtyři až sedm metrů (vrstva 10–9). Podle rituálního modelu domu, který byl v Arpáčiji nalezen, lze soudit, že tholy byly sklenuté na způsob úlů a předsíň měla sedlovou střechu. Tholy byly obytné domy, o čemž svědčí příslušenství – spojení s pecemi, ohništi a obilnicemi.
Poslední, tj. 6. vrstva Arpáčije už nemá tholy, ale v centrálním místě sídliště se nalézal rozsáhlý dům o mnoha místnostech s dvorem, kde stála keramická pec. Většina místností byla skladišti. Zda se jednalo o dům řemeslníka – hrnčíře nebo spíše o chrám, v jehož skladištích se ukládaly obětiny, dary a další zboží. Uličky byly již dlážděné, prostředkem vedly kanály na odvod vody. Tu získávali obyvatelé Arpáčije z vesnické studny. Lidé byli pohřbíváni ve skrčené poloze přímo v domech, jako milodary do hrobů ukládány nádoby, lampičky, dětem hračky. 

## Zemědělství a chovatelství
Pěstuje se len a obilí, ke konci období už šestiřadý ječmen. Chová se tur domácí a kozy, zřejmě i ovce. Jistý pramen uvádí domněnku, že chov holubů byl nejstarším zooparkem, neboť se prý holubi v Arpáčiji kolem roku 4500 př. n. l. pěstovali pro okrasu a zábavu. Objevené sošky žen jsou symboly pasivní plodnosti, jsou z pálené nebo sušené hlíny.

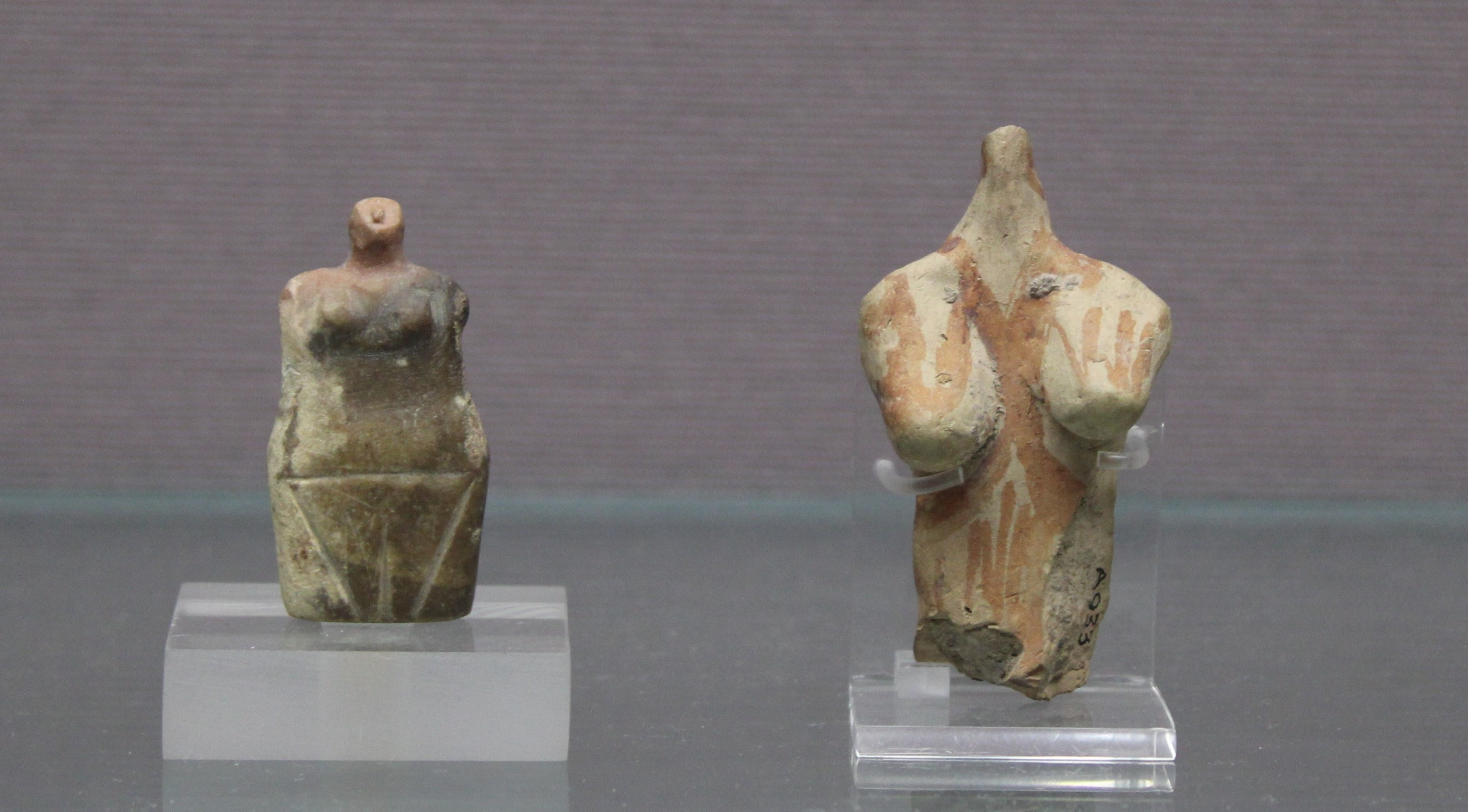
Ženské figury z Arpáčije z pozdní chaláfské kultury (cca 5600–5200 př. n. l.)

## Řemesla a umění
Kromě zemědělství a chovatelství se zde rozvíjí i řemeslná výroba. Pěstování lnu a četný výskyt přeslenů svědčí o rozvoji tkalcovství, jsou vyráběny kamenné a hliněné nádoby, později se objevuje i řezbářství a metalurgie, zpracovává se měď a zlato. Arpáčija byla asi střediskem výroby přepychovějšího zboží, vyrábějí se amulety vyřezávané do kamene, jichž se používalo jako pečetí.
Chaláfská kultura přichází do horní Mezopotámie ve své druhé fázi, reprezentované keramikou s geometrickým ornamentem – šachovnicemi, trojúhelníky, hvězdicemi, rozetami a maltézskými čtverci, s bílým nátěrem. Ve třetím stupni je malba polychromní.

## Zánik
Vesnice, kterou nazýváme Arpáčija, byla ve své šesté vrstvě násilně zničena nositeli nové, obeidské kultury. Od konce 5. tisíciletí př. n. l. zde ve vrstvách 5 až 3 nacházíme nálezy této jižní, celomezopotamské kultury. Nálezy z mladší doby měděné však v Arpáčiji už nejsou tak bohaté a zajímavé. Bylo zde objeveno nevelké pohřebiště s keramikou obdobnou eridské a urské.